# Pusztai László (labdarúgó)
Pusztai László (Szentes, 1946. március 1. – Polgárdi mellett, 1987. július 6.) magyar labdarúgó, csatár, jobbszélső, sportvezető.

## Pályafutása

### Klubcsapatban
A Pusztai László szülővárosában kezdett focizni, a későbbi válogatott kapus Gujdár Sándorral együtt. Majd Szegeden játszott először az első osztályban. 1968-ban került a fővárosba a Honvédhoz. Első válogatottbeli szereplése még innen van, de az összes többi alkalommal már a Ferencvárosból került be. A Ferencvároshoz játékoscsere révén került a Kispestre távozó Páncsics Miklósért.
Az FTC-vel kétszeres bajnok és kupagyőztes. A zöld-fehéreknél összesen 283 mérkőzésen szerepelt (160 bajnoki, 57 nemzetközi, 67 hazai díjmérkőzés). Góljainak száma 83 (36 bajnoki, 47 egyéb).
A második bajnoki címszerzésnél már csak az őszi idényben szerepelt a csapatban, mert 1981-et már a burgenlandi Kismarton (Eisenstadt) csapatában kezdte. Itt együtt játszott az egykori fradista, majd Vasas játékos Kű Lajossal.

### A válogatottban
A magyar válogatottban 25 alkalommal szerepelt 1970 és 1979 között és 6 gólt szerzett. Az 1978-as argentínai világbajnokságon szereplő csapat tagja.
1977 márciusában a spanyolok ellen Alicante-ban friss befutó cserejátékosként fejelt gól egy szöglet után.
Ugyan ez év áprilisában Budapesten a szovjetek elleni vb-selejtező mérkőzésen Kereki Zoltán az ő hatalmas bedobásából fejelte a győztes magyar gólt. Utolsó válogatott mérkőzésén szintén a szovjetek ellen, Eb-selejtezőn is eredményes volt.

### Sportvezetőként
Az aktív pályafutása befejezése után haláláig a Ferencváros labdarúgó-szakosztályának vezetője volt.

## Sikerei, díjai
- Magyar bajnok: (1975-76), (1980-81).
- Magyar Kupa: 1976, 1978
- KEK: döntős: 1974-1975

## Halála
1987. július 6-án a családjával balatoni nyaralásból tért haza, mikor az M7-es autópályán Polgárdi térségében a szemközti sávban egy autó defektet kapott és emiatt átrepült a szemközti sávban éppen Pusztaiék Lada 1200-asával frontálisan ütközve. A balesetben Pusztai és felesége azonnal meghalt, a hátsó ülésen utazó két gyermekük és unokatestvérük súlyosan megsérült. A balesetet okozó autó sofőrje és a vele utazó három lengyel autóstopos is szörnyethalt.

## Emlékezete
2004 januárjában szülővárosa sporttelepét róla nevezték el. A pályaavató 2005 júniusában volt.
Emléktáblája áll egykori lakóhelyén, a XI. kerületi a Menyecske utca 21-ben. (2021)

## Statisztika

### Mérkőzései a válogatottban
| Magyarország | Magyarország         | Magyarország                                    | Magyarország  | Magyarország | Magyarország  | Magyarország  | Magyarország | Magyarország |
| #            | Dátum                | Helyszín                                        | Hazai         | Eredmény     | Vendég        | Kiírás        | Gólok        | Esemény      |
| ------------ | -------------------- | ----------------------------------------------- | ------------- | ------------ | ------------- | ------------- | ------------ | ------------ |
| 1.           | 1970. április 12.    | Belgrád, JNA stadion                            | Jugoszlávia   | 2 – 2        | Magyarország  | barátságos    | -            |              |
| 2.           | 1975. szeptember 24. | Budapest, Népstadion                            | Magyarország  | 2 – 1        | Ausztria      | Eb-selejtező  | 1            | 67'          |
| 3.           | 1975. október 8.     | Łódź                                            | Lengyelország | 4 – 2        | Magyarország  | barátságos    | 1            | 89'          |
| 4.           | 1975. október 15.    | Pozsony, Tehelny pole                           | Csehszlovákia | 1 – 1        | Magyarország  | barátságos    | -            |              |
|              | 1976. február 4.     | Mexikóváros                                     | Mexikó        | 4 – 1        | Magyarország  | barátságos    | -            | 46'          |
|              | 1976. február 9.     | San Salvador                                    | Salvador      | 1 – 2        | Magyarország  | barátságos    | -            | 46'          |
| 5.           | 1976. június 12.     | Budapest, Népstadion                            | Magyarország  | 2 – 0        | Ausztria      | barátságos    | -            | 62'          |
| 6.           | 1976. szeptember 8.  | Stockholm, Råsunda Stadion                      | Svédország    | 1 – 1        | Magyarország  | barátságos    | -            | a szünetben  |
| 7.           | 1976. szeptember 22. | Kelet-Berlin, Friedrich-Ludwig-Jahn-Sportpark   | NDK           | 1 – 1        | Magyarország  | barátságos    | -            | 85'          |
| 8.           | 1976. október 9.     | Athén                                           | Görögország   | 1 – 1        | Magyarország  | vb-selejtező  | -            | 55'          |
| 9.           | 1976. október 13.    | Bécs, Práter stadion                            | Ausztria      | 2 – 4        | Magyarország  | barátságos    | -            |              |
| 10.          | 1977. február 9.     | Lima                                            | Peru          | 3 – 2        | Magyarország  | barátságos    | -            |              |
| 11.          | 1977. február 22.    | Puebla                                          | Mexikó        | 1 – 1        | Magyarország  | barátságos    | -            |              |
| 12.          | 1977. február 27.    | Buenos Aires, Boca Juniors Stadion              | Argentína     | 5 – 1        | Magyarország  | barátságos    | -            | 45'          |
| 13.          | 1977. március 15.    | Teherán                                         | Irán          | 0 – 2        | Magyarország  | barátságos    | -            | a szünetben  |
| 14.          | 1977. március 27.    | Alicante, Estadio José Rico Pérez               | Spanyolország | 1 – 1        | Magyarország  | barátságos    | 1            | 59' 59'      |
| 15.          | 1977. április 13.    | Budapest, Népstadion                            | Magyarország  | 2 – 1        | Lengyelország | barátságos    | -            |              |
| 16.          | 1977. április 20.    | Budapest, Népstadion                            | Magyarország  | 2 – 0        | Csehszlovákia | barátságos    | -            |              |
| 17.          | 1977. április 30.    | Budapest, Népstadion                            | Magyarország  | 2 – 1        | Szovjetunió   | vb-selejtező  | -            |              |
| 18.          | 1977. május 18.      | Tbiliszi                                        | Szovjetunió   | 2 – 0        | Magyarország  | vb-selejtező  | -            | 45'          |
| 19.          | 1977. május 28.      | Budapest, Népstadion                            | Magyarország  | 3 – 0        | Görögország   | vb-selejtező  | 1            | 13'          |
| 20.          | 1977. október 29.    | Budapest, Népstadion                            | Magyarország  | 6 – 0        | Bolívia       | vb-selejtező  | -            | 69'          |
| 21.          | 1977. november 9.    | Prága, Letná-stadion                            | Csehszlovákia | 1 – 1        | Magyarország  | barátságos    | -            | 63'          |
| 22.          | 1977. november 30.   | La Paz                                          | Bolívia       | 2 – 3        | Magyarország  | vb-selejtező  | -            | 69'          |
| 23.          | 1978. június 6.      | Mar del Plata, Estadio Mundialista (ARG)        | Olaszország   | 3 – 1        | Magyarország  | vb-csoportkör | -            |              |
| 24.          | 1978. június 10.     | Mar del Plata, Estadio José Maria Minella (ARG) | Franciaország | 3 – 1        | Magyarország  | vb-csoportkör | -            |              |
| 25.          | 1979. május 19.      | Tbiliszi                                        | Szovjetunió   | 2 – 2        | Magyarország  | Eb-selejtező  | 1            | 69'          |
|              | Összesen             |                                                 |               | 25           | mérkőzés      |               | 5            | gól          |